# Kleine Molenpolder
De Kleine Molenpolder is een polder ten noorden van Graauw, behorend tot de Graauwsche Polders.
De polder is ontstaan in 1862 door indijking van een gebied van 28 ha schor ten noorden van de Melopolder.
Reeds in 1855 werd concessie tot inpoldering verleend, maar het duurde enige jaren vóórdat zich een koper aanmeldde.
De polder heeft een zeewerende dijk van ongeveer 1 km lengte. De buurtschap Duivenhoek bevindt zich in deze polder.
Burghpolder · Clinge- en Kieldrechtpolders · Clingepolder · Dullaertpolder · Eekenissepolder · Graauwsche Polders · Havenpolder · Hertogin Hedwigepolder · Hoof- en Molenpolder · Hooglandpolder · Kieldrechtpolders · Kievitpolder · Kleine Molenpolder · Koningin Emmapolder · Langendampolder · Louisapolder · Mariapolder (Hulst) · Melopolder · Mispadpolder · Molenpolder (Hulst) · Nijspolder · Noordhofpolder · Oude Graauwpolder · Oudelandpolder · Polders tussen Lamswaarde en Hulst · Polders van Hontenisse en Ossenisse · Saaftingepolders · Saeftingepolder · Ser-Pauluspolder · Stoofpolder · Van Alsteinpolder · Vitshoek · Willem-Hendrikspolder · Zandpolder · Zoutepolder